# Spathius miletus
Spathius miletus är en stekelart som beskrevs av Nixon 1943. Spathius miletus ingår i släktet Spathius och familjen bracksteklar. Inga underarter finns listade i Catalogue of Life.